# Giải của Hội phê bình phim New York cho nam diễn viên xuất sắc nhất
Giải của Hội phê bình phim New York cho nam diễn viên xuất sắc nhất (New York Film Critics Circle Award for Best Actor) là một trong các giải thưởng của Hội phê bình phim New York (New York Film Critics Circle) để vinh danh các Nam diễn viên điện ảnh xuất sắc nhất.
Trong 2 thập niên vừa qua (1990-2007), Hội Phê bình phim New York đã nhất trí với Giải Oscar về 5 trường hợp sau: 1991 Anthony Hopkins ở phim The Silence of the Lambs, 1995 Nicolas Cage ở phim Leaving Las Vegas, 1996 Geoffrey Rush ở phim Shine, 2006 Forest Whitaker ở phim The Last King of Scotland, và 2007 Daniel Day Lewis ở phim There Will Be Blood.

## Các người đoạt giải

### Thập niên 1930
- 1935 – Charles Laughton - Mutiny on the Bounty và Ruggles of Red Gap
- 1936 – Walter Huston - Dodsworth
- 1937 – Paul Muni - The Life of Emile Zola
- 1938 – James Cagney - Angels with Dirty Faces
- 1939 – James Stewart - Mr. Smith Goes to Washington

### Thập niên 1940
- 1940 – Charles Chaplin - The Great Dictator
- 1941 – Gary Cooper - Sergeant York
- 1942 – James Cagney - Yankee Doodle Dandy
- 1943 – Paul Lukas - Watch on the Rhine
- 1944 – Barry Fitzgerald - Going My Way
- 1945 – Ray Milland - The Lost Weekend
- 1946 – Laurence Olivier - Henry V
- 1947 – William Powell - Life with Father và The Senator Was Indiscreet
- 1948 – Laurence Olivier - Hamlet
- 1949 – Broderick Crawford - All the King's Men

### Thập niên 1950
- 1950 – Gregory Peck - Twelve O'Clock High
- 1951 – Arthur Kennedy - Bright Victory
- 1952 – Ralph Richardson - The Sound Barrier
- 1953 – Burt Lancaster - From Here to Eternity
- 1954 – Marlon Brando - On the Waterfront
- 1955 – Ernest Borgnine - Marty
- 1956 – Kirk Douglas - Lust for Life
- 1957 – Alec Guinness - The Bridge on the River Kwai
- 1958 – David Niven - Separate Tables
- 1959 – James Stewart - Anatomy of a Murder

### Thập niên 1960
- 1960 – Burt Lancaster - Elmer Gantry
- 1961 – Maximilian Schell - Judgment at Nuremberg
- 1962 – Không phát giải thưởng
- 1963 – Albert Finney - Tom Jones
- 1964 – Rex Harrison - My Fair Lady
- 1965 – Oskar Werner - Ship of Fools
- 1966 – Paul Scofield - A Man for All Seasons
- 1967 – Rod Steiger - In the Heat of the Night
- 1968 – Alan Arkin - The Heart Is a Lonely Hunter
- 1969 – Jon Voight - Midnight Cowboy

### Thập niên 1970
- 1970 – George C. Scott - Patton
- 1971 – Gene Hackman - The French Connection
- 1972 – Laurence Olivier - Sleuth
- 1973 – Marlon Brando - Ultimo tango a Parigi
- 1974 – Jack Nicholson - Chinatown và The Last Detail
- 1975 – Jack Nicholson - One Flew Over the Cuckoo's Nest
- 1976 – Robert De Niro - Taxi Driver
- 1977 – John Gielgud - Providence
- 1978 – Jon Voight - Coming Home
- 1979 – Dustin Hoffman - Kramer vs. Kramer

### Thập niên 1980
- 1980 – Robert De Niro - Raging Bull
- 1981 – Burt Lancaster - Atlantic City
- 1982 – Ben Kingsley - Gandhi
- 1983 – Robert Duvall - Tender Mercies
- 1984 – Steve Martin - All of Me
- 1985 – Jack Nicholson - Prizzi's Honor
- 1986 – Bob Hoskins - Mona Lisa
- 1987 – Jack Nicholson - The Witches of Eastwick, Ironweed và Broadcast News
- 1988 – Jeremy Irons - Dead Ringers
- 1989 – Daniel Day-Lewis - My Left Foot

### Thập niên 1990
- 1990 – Robert De Niro - Awakenings và GoodFellas
- 1991 – Anthony Hopkins - The Silence of the Lambs
- 1992 – Denzel Washington - Malcolm X
- 1993 – David Thewlis - Naked
- 1994 – Paul Newman - Nobody's Fool
- 1995 – Nicolas Cage - Leaving Las Vegas
- 1996 – Geoffrey Rush - Shine
- 1997 – Peter Fonda - Ulee's Gold
- 1998 – Nick Nolte - Affliction
- 1999 – Richard Farnsworth - The Straight Story

### Thập niên 2000
- 2000 – Tom Hanks - Cast Away
- 2001 – Tom Wilkinson - In the Bedroom
- 2002 – Daniel Day-Lewis - Gangs of New York
- 2003 – Bill Murray - Lost in Translation
- 2004 – Paul Giamatti - Sideways
- 2005 – Heath Ledger - Brokeback Mountain
- 2006 – Forest Whitaker - The Last King of Scotland
- 2007 – Daniel Day-Lewis - There Will Be Blood
- 2008 – Sean Penn - Milk

Bản mẫu:NYFCC Awards Chron